# Eparquia
Una eparquia o epàrquia (del grec antic: ἐπαρχία, eparkhía; llatí: eparchĭa) és una circumscripció territorial sota l'autoritat d'un bisbe en les Esglésies Catòliques Orientals, l'Església Ortodoxa i les Esglésies ortodoxes orientals; anomenat eparc o eparca (del grec antic: ἔπαρχος, éparkhos, ‘governador, cap, prefecte’). Aquesta circumscripció correspon al que a Occident s'anomena diòcesi. El terme és cada cop menys usat fora de l'Església catòlica, excepte en l'Església ortodoxa russa.

## Esglésies catòliques orientals
A les Esglésies Catòliques Orientals, les eparquies poden estar agrupades, com a Occident, en províncies eclesiàstiques. No obstant això, hi ha altres eparquies que no s'agrupen territorialment i fins i tot hi ha algunes que són sufragànies d'arxidiòcesis llatines.
- En les Esglésies de ritu alexandrí, hi ha: 
  - El Patriarcat d'Alexandria, amb 7 eparquies, a Egipte (ritu copte).
  - L'arxieparquia d'Addis Abeba, a Etiòpia, amb 1 eparquia a Etiòpia i 4 a Eritrea (ritu etíop).

- En les Esglésies de ritu antioquè, hi ha: 
  - El Patriarcat d'Antioquia dels maronites, amb 1 eparquia, al Líban (ritu maronita).
  - 8 arxieparquies maronites no agrupades: 4 al Líban, 2 a Síria, 1 a Xipre i 1 a Israel.
  - 2 eparquies maronites sufragànies d'arxidiòcesis llatines: 1 a l'Argentina (eparquia maronita de Sant Charbel a Buenos Aires i 1 al Brasil.
  - 12 eparquies maronites no agrupades: 5 al Líban, 2 als Estats Units, 1 a Austràlia, 1 al Canadà, 1 a Egipte, 1 a Mèxic i 1 a Síria.
  - El Patriarcat d'Antioquia dels sirians, al Líban, amb 1 eparquia al Líban i un Territori Depenent al Sudan (ritu siríac).
  - 2 arxieparquies sirianes considerades com a Províncies Eclesiàstiques, a Síria.
  - 4 arxieparquies sirianes no agrupades: 2 a Síria i 2 a l'Iraq.
  - 2 eparquies sirianes no agrupades: 1 a Egipte i una altra als Estats Units.
  - L'arxieparquia Major de Trivandrum, amb 3 eparquies, a l'Índia (ritu siro-malankara).
  - L'arxieparquia de Tiruvalla, amb 3 eparquies, a l'Índia (ritu siro-malankara).

- En les Esglésies de ritu armeni, hi ha: 
  - El Patriarcat de Cilícia, al Líban i Turquia, amb 1 arxieparquia metropolitana al Líban, 1 eparquia a Egipte, 1 a l'Iran i 1 a Síria.
  - 4 arxieparquies no agrupades: 1 a l'Iraq, 1 a Síria, 1 a Turquia i 1 a Ucraïna.
  - 3 eparquies no agrupades: 1 al Canadà i als Estats Units, 1 a l'Argentina i 1 a França.

- En les Esglésies de ritu bizantí, hi ha: 
  - 2 eparquies eslovaques: 1 al Canadà i una altra a Eslovàquia.
  - 1 eparquia hongaresa sufragània d'una Arxidiòcesi llatina, a Hongria.
  - 2 eparquies ítaloalbaneses no agrupades, a Itàlia.
  - L'eparquia de Križevci, sufragània d'una arxidiòcesi llatina, a Bòsnia i Hercegovina, Croàcia i Macedònia del Nord.
  - El  Patriarcat d'Antioquia dels melquitas, a Síria, amb 1 arxieparquia metropolitana a Síria, 1 Territori Depenent a Egipte i Sudan i un altre a  Palestina ( ritu melquita).
  - La arxieparquia de Tir, amb 3 eparquies, al Líban (ritu melquita).
  - 4 arxieparquies melquites considerades com Províncies Eclesiàstiques: 3 a Síria i 1 al Líban.
  - 5 arxieparquies melquitas no agrupades: 2 al Líban, 1 a Israel, 1 a Jordània i 1 a Síria.
  - 1 eparquia melquita sufragània d'una Arxidiòcesi llatina, al Brasil.
  - 4 eparquies melquitas no agrupades: 1 a Austràlia i Nova Zelanda, 1 a Canadà, 1 als Estats Units i 1 a Mèxic.
  - L'Arxieparquia Major d'Alba-Iulia i Făgăraş, amb 4 eparquies, a Romania (ritu romanès).
  - 1 eparquia romanesa no agrupada, als Estats Units.
  - L'arxieparquia de Pittsburgh, amb 3 eparquies, als Estats Units ( ritu ruteno).
  - 1 eparquia rutena no agrupada, a Ucraïna.
  - 1 arxieparquia Major  ucraïnesa, a Ucraïna.
  - L'arxieparquia de Kíev, amb 1 arxieparquia archiepiscopal i 7 eparquies, a Ucraïna (ritu ucraïnès).
  - L'arxieparquia de Filadèlfia, amb 3 eparquies, als Estats Units (ritu ucraïnès).
  - L'arxieparquia de Przemyśl - Varsòvia, amb 1 eparquia, a Polònia (ritu ucraïnès).
  - L'arxieparquia de Winnipeg, amb 4 eparquies, a Canadà (ritu ucraïnès).
  - 3 eparquies ucraïneses sufragànies d'arxidiòcesis llatines: 1 a l'Argentina, 1 a Austràlia i 1 al Brasil.

- En les Esglésies de ritu siríac oriental, hi ha: 
  - El Patriarcat de Babilònia, a l'Iraq, amb 1 arxieparquia metropolitana i 5 eparquies a l'Iraq, 1 Territori Depenent a Israel i un altre a Jordània (ritu caldeu).
  - L'arxieparquia d'Urmia, amb 1 eparquia, a l'Iran (ritu caldeu).
  - 2 arxieparquies caldees considerades com Províncies Eclesiàstiques: 1 a l'Iran i una altra a l'Iraq.
  - 5 arxieparquies caldees no agrupades: 3 a l'Iraq, 1 a l'Iran i 1 a Turquia.
  - 6 eparquies caldeas no agrupades: 2 als Estats Units, 1 a Austràlia i Nova Zelanda, 1 a Egipte, 1 al Líban i 1 a Síria.
  - L'arxieparquia Major d'Ernakulam - Angamaly, amb 2 eparquies, a l'Índia (ritu siro-malabar).
  - L'arxieparquia de Changanacherry, amb 3 eparquies, a l'Índia (ritu siro-malabar).
  - L'arxieparquia de Tellicherry, amb 5 eparquies, a l'Índia (ritu siro-malabar).
  - La arxieparquia de Trichur, amb 3 eparquies, a l'Índia (ritu siro-malabar).
  - 1 arxieparquia siro-malabar considerada com a Província Eclesiàstica, a l'Índia.
  - 10 eparquies siro-malabars sufragànies d'arxidiòcesis llatines, a l'Índia.
  - 2 eparquies siro-malabars no agrupades, 1 a l'Índia i 1 als Estats Units.